# الدوري الأمريكي لكرة السلة للمحترفين 1991–92
الدوري الأمريكي لكرة السلة للمحترفين 1991–92 (بالإنجليزية: 1991–92 NBA season)‏ هو موسم من إن بي أي. أقيم خلال الفترة 1 نوفمبر 1991 وحتى 14 يونيو 1992، وأشرف على تنظيمه إن بي أي، وكان عدد الأندية المشاركة فيه 27، وفاز فيه شيكاغو بولز.